# HD 50644
HD 50644，又名BD-18 1591，SAO 152055、HR 2565，是一颗恒星，视星等为5.64，位于銀經230.2，銀緯-8.15，其B1900.0坐标为赤經6h 48m 56.6s，赤緯-18° -8.15′ 35″。